# Maucomble

Maucomble este o comună în departamentul Seine-Maritime, Franța. În 1 ianuarie 2022 avea o populație de 389 de locuitori.